# Hans-Joachim Grubel
Hans-Joachim „Achim“ Grubel (* 7. Januar 1944 in Mülhausen, Elsass; † 4. August 2004 in Berlin) war ein deutscher Schauspieler.

## Leben
Achim Grubel absolvierte seine Schauspielausbildung an der Schauspielschule „Der Kreis“ (Fritz-Kirchhoff-Schule) in Berlin, wo er auch seine künstlerische Heimat fand. Er spielte viele Jahre an verschiedenen Berliner Bühnen wie den Kammerspielen und den Staatlichen Schauspielbühnen Berlin. Zudem war er Begründer der Spandauer Sommerfestspiele.
Daneben war Grubel umfangreich als Darsteller für Film und Fernsehen tätig. Dabei spielte er oft den Typus des kleinen Mannes oder den des sympathischen Verlierers, so etwa in der Titelrolle der Fernsehsatire Der Erdnussmann (1992), für die er 1992 den Max-Ophüls-Preis erhielt. Außerdem spielte Grubel in weiteren humoristischen Produktionen wie in Der Schnüffler und Didi – Der Doppelgänger neben Dieter Hallervorden oder in den satirischen TV-Filmen Halali oder Der Schuß ins Brötchen oder Zieh den Stecker raus, das Wasser kocht (nach Ephraim Kishon). Große Popularität erreichte er als Assistent von Hauptkommissar Sperling, den er zwischen 1996 und 2004 in 14 Filmen der gleichnamigen Krimireihe im ZDF verkörperte.
Grubel, der lange in der Künstlerkolonie Berlin gelebt hatte, starb am 4. August 2004 nach einer schweren Erkrankung. Grubel war dreimal verheiratet, unter anderem mit der Schauspielerin Gabriele Schramm, bekannt aus der Fernsehserie Drei Damen vom Grill. 
Er hinterließ als einzigen Erben einen unehelichen Sohn, welcher den Namen der Mutter angenommen hat, Marco-Felix Schmiedecke. Dieser spielte als Kind eine Nebenrolle u. a. in Blechtrommel.
Beigesetzt wurde Grubel auf dem Friedhof Stubenrauchstraße in Berlin-Friedenau.

## Filmografie
- 1975: Kommissariat 9 – Streben Sie vorwärts
- 1979: Villa Tannenberg
- 1980: … und raus bist du
- 1980: Goldene Zeiten
- 1980: Das Traumhaus
- 1980: Die Paulskirche
- 1981: Das Ende vom Anfang
- 1981: Überfall in Glasgow
- 1983: Ich heirate eine Familie
- 1983: Die Beine des Elefanten
- 1983: Der Schnüffler
- 1984: Tatort – Freiwild
- 1984: Didi – Der Doppelgänger
- 1984: Detektivbüro Roth
- 1984: Was soll bloß aus dir werden?
- 1986: Didi – Der Untermieter
- 1986: Zieh den Stecker raus, das Wasser kocht
- 1985: Alte Gauner – Fifty-Fifty
- 1987: Hals über Kopf
- 1989: Solinger Rudi
- 1989: Tatort – Die Neue
- 1991: Tücke des Alltags
- 1991: Millionenerbe
- 1991: Justiz
- 1991: Siebenstein
- 1991: Frohes Fest
- 1991: Tatort – Tod im Häcksler
- 1992: Der Erdnussmann
- 1992: Langer Samstag
- 1992: Kurhotel Sonnenschein
- 1993: Tatort – Kesseltreiben
- 1993: Leibwächter
- 1993: Polizeiboot
- 1993: Ein Fall für zwei
- 1994: Der König von Dulsberg
- 1994: Zappek
- 1994: Im Namen des Gesetzes
- 1994: A.S. – Gefahr ist sein Geschäft
- 1994: Das Schwein – Eine deutsche Karriere
- 1994: Die Narbe des Himmels
- 1994: Praxis Bülowbogen
- 1995: … nächste Woche ist Frieden
- 1995: Halali oder Der Schuß ins Brötchen
- 1995: Auf eigene Gefahr
- 1995: Ein Bayer auf Rügen
- 1995: Auf Achse
- 1995: Faust
- 1995: Die Straßen von Berlin
- 1995: Mona M.
- 1996: Für alle Fälle Stefanie
- 1996: Tele Rita
- 1996: Sperling und das Loch in der Wand
- 1997: Sperling und der gefallene Engel
- 1997: Der Fahnder
- 1997: Happy Birthday
- 1997: Sperling und der falsche Freund
- 1997: Sperling und die verlorenen Steine
- 1997: Sperling und sein Spiel gegen alle
- 1998: Polizeiruf 110: Das Wunder von Wustermark
- 1998: Sperling und das schlafende Mädchen
- 1998: Sperling und die Tote aus Vilnius
- 1998: Sperling und der brennende Arm
- 1998: Adelheid und ihre Mörder
- 1998: Schizo
- 1998: Platzeks letzte Chance
- 1998: Der kleine Dachschaden
- 1999: Alphateam – Die Lebensretter im OP
- 1999: Im Fadenkreuz – Die Feuertaufe
- 1999: Krieger und Liebhaber
- 1999: Mindhunter
- 1999: Unser Charly
- 2000: Die Unbesiegbaren
- 2000: Sperling und das große Ehrenwort
- 2001: Sperling und das Krokodil im Müll
- 2001: Sperling und das letzte Tabu
- 2002: Wie erziehe ich meine Eltern? – Alles Schwindel, oder was?
- 2003: Löwenzahn – Peter segelt gegen den Wind
- 2003: Sperling und der Mann im Abseits
- 2003: Sperling und die Angst vor dem Schmerz
- 2004: Sperling und die letzte Chance
- 2004: Eine zweimalige Frau

## Hörspiele (Auswahl)
- 1986: Ursula Drews [nach einer Idee von Werner E. Hintz]: Fünf Müllers und eine Million. Damals war’s – Geschichten aus dem alten Berlin (Alfred Müller, Maurer) (Geschichte Nr. 39 in 8 Folgen) – Regie: Horst Kintscher (RIAS Berlin)[3]
- 1986: Michael Koser: Professor van Dusen ermittelt (41. Folge: Professor van Dusen trifft Kaiser Wilhelm) (Leutnant von Bröselwitz) – Regie: Rainer Clute (RIAS Berlin)
- 1989: Michael Koser: Professor van Dusen ermittelt (53. Folge: Professor van Dusen fällt unter die Räuber) (Dimitri) – Regie: Rainer Clute (RIAS Berlin)
- 1997: Frieder Faist: Arbeitskampf (Otis) – Regie: Manfred Marchfelder (SDR / MDR)

Quelle: